# Jan Bernheim
Jan L. Bernheim (Brussel, 25 augustus 1941) is een Belgisch arts, medisch oncoloog, was deeltijds hoogleraar en onderzoeker aan de Vrije Universiteit Brussel en de Universiteit Gent, sinds 2006 emeritus. Hij is een voorvechter in België voor de erkenning van palliatieve zorg en voor de mogelijkheid om euthanasie te kunnen laten uitvoeren.

## Biografie
Bernheim kreeg zijn opleiding aan de Universiteit van Amsterdam en maakte zijn doctoraatswerk over DNA-synthese, celvermenigvuldiging en celdood aan de Universiteit van Californië - San Diego. Daarin werd voor het eerst het fenomeen van de apoptose of geprogrammeerde celdood beschreven. Met zijn oncologische achtergrond werd hij Fellow of the American College of Physicians en deskundige in het ontstaan van kanker door hormonen. In 1990 verwierf hij een master’s in Public Management van de Solvay Business School (Brussel). Van 1985 tot 1999 leidde hij (deeltijds naast zijn academische werk) de medisch-wetenschappelijke diensten van een groot farmaceutisch bedrijf. Daar werd onder andere cetirizine, een blockbuster (geneesmiddel) geregistreerd.
Hij ontwikkelde Anamnestic Comparative Self Assessment, een methode voor meting van de kwaliteit van het leven die transcultureel geschikt is. Hij richtte de European Study Group for Quality of Life op, een wetenschappelijke vereniging in dit onderzoeksgebied. Aan het eind van de jaren 70 stichtte hij de eerste eenheid voor Palliatieve Zorg op het Europese vasteland. Reeds in 1990 publiceerde hij over integrale palliatieve zorg, dit is het hele palet van zorg voor kwaliteit van het leven, met inbegrip, desgewenst, van euthanasie. Internationaal wordt hij beschouwd als de ontwerper van het Belgische model van integrale levenseindezorg. Hij is nu als senior onderzoeker verbonden aan de onderzoeksgroep Zorg rond het Levenseinde van de VUB en Ugent. De laatste jaren werkt hij samen met de onderzoeksgroep Evolution, Cognition and Complexity van het Centrum Leo Apostel voor interdisciplinair onderzoek over geluk en vooruitgang.
Meer dan honderd internationale peer-reviewed wetenschappelijke artikels zijn van zijn hand

## Selectie van publicaties
- Hairy cell leukemia: functional, immunological, kinetic and ultrastructural characterization. De Busschere L, Bernheim J, Collard-Ronge E, Govaerts A, Hooghe R, Lejeune F, Zeicher M, Stryckmans P. Blood 1975, 6:495-507 SCI IF 8.8. First biological characterization of this type of leukemia. Ranked among the best papers of 1975 by the American College of Physicians

- Kinetics of cell death and disintegration in human lymphocyte cultures. Bernheim J, Mendelsohn J, Kelley M, Dorian R. Proceedings of the National Academy of Sciences (USA) 1977, 74:2536-2540 First description of what was later termed apoptosis (programmed cell death)

- The quality of life of cancer patients. Aaronson NK, Beckmann J, Bernheim J, Zittoun R, Editors, Raven Press, New York, 1987

- Clear cell adenocarcinoma of the vagina and cervix. An update of the Central Netherlands Registry showing twin age incidence peaks. Hanselaar A., Van Loosbroek M., Schuurbiers O., Helmerhorst Th., Bulten J., Bernheim J. Cancer 79: 2229-2236,1997. SCI IF 22.3 Unravelling the epidemiology of exposure to diethylstilboestrol (DES), the prototype endocrine disrupter

- The cognitive revolution and 21st century enlightenment: towards a contemporary evolutionary progressive worldview. Bernheim J.L. In: Science, Technology and Social Science. Vol.III of Einstein meets Magritte. D.Aerts, S.Guthwirth, S.Smets, Eds. pp. 63-95, Kluwer Academic Publishers, Dordrecht, 1999. An outline of an optimistic evolutionary worldview

- Global Progress I: empirical evidence for ongoing increases in quality of life. Heylighen F., Bernheim J. J. Happiness Stud.1: 323-349, 2000
- Global Progress II: evolutionary mechanisms and their side-effects. Heylighen F., Bernheim J. J. Happiness Stud.1: 351-374, 2000

- Using happiness as the criterion, the Universal Declaration of Human Rights is empirically validated.

- How to get serious answers to the serious question: ‘How have you been?’: subjective quality of life (QOL) as an individual experiential emergent construct. Bernheim J. Bioethics, 1999, 13:2727-87. SCI IF 1.2. A novel humanistic approach to subjective wellbeing

- The potential of Anamnestic Comparative Self Assessment (ACSA) to reduce bias in the measurement of Subjective Well-Being. Jan L. Bernheim, Peter Theuns, Mehrdad Mazaheri, Joeri Hofmans, Herbert Fliege. Matthias Rose. J. of Happiness Studies 7: 227-250, 2006. A method to circumvent relativity biases in the assessment of subjective wellbeing

- De Shoa aan de Stroom. Bernheim Jl; Streven, September 2007, 74: 682-693.  How and why in 1942-1944 Antwerp was twice more lethal for Jews than Brussels.

- Locked-in: don’t judge a book by its cover. Bruno M-A, Bernheim J, Schnakers C, Laureys S. Journal of Neurology Neurosurgery and Psychiatry 79 (2008) 2 SCI IF 2.03.The limits of human resilience: quality of life when only the brain functions.

- Development of palliative care and legalisation of euthanasia: antagonism or synergy? Bernheim JL, Deschepper R, Distelmans W, Mullie A, Bilsen J, Deliens L. Brit.Med.J. 336: 2008 6464-867,SCI IF 9.77. Bridging an inappropriate ethical chasm: how adequate palliative care made legal euthanasia accepted in Belgium.

- Euthanasia and Palliative Care in Belgium: Legitimate Concerns and Unsubstantiated Grievances. Bernheim Jl, Mullie A. J Palliative Medicine 13, (7): 798-799, 2010 SCI IF 2.1. Empirical data refuting common objections to Integral End-of-Life Care.

- A survey on self-assessed wellbeing in a cohort of chronic locked-in syndrome patients: happy majority, miserable minority Bruno MA and Bernheim J, Ledoux D, Pellas F, Demertzi A, Laureys S. British Medical Journal - Open (2011) doi:10.1136/bmjopen-2010-000039. The first systematic study on QOL and end-of-life issues in LIS and the first exception to the ‘disability paradox.

- Virtual International Authority File: 311338709